# Gueschart
Gueschart est une commune française située dans le département de la Somme, en région Hauts-de-France.
Depuis juillet 2020, la commune fait partie du parc naturel régional Baie de Somme - Picardie maritime.

## Géographie

### Localisation
Gueschart est un village picard du Ponthieu situé dans le nord-ouest du département de la Somme et proche de celui du Pas-de-Calais.
À vol d’oiseau à environ 8 km à l'ouest d'Auxi-le-Château, 9 km à l'est de Crécy-en-Ponthieu, 15 km au sud d'Hesdin-la-Forêt, 20 km au nord-est d'Abbeville et à 43 km au nord-ouest d'Amiens.
Le territoire de la commune est limitrophe de ceux de sept communes.
Les communes limitrophes sont Le Boisle, Boufflers, Brailly-Cornehotte, Maison-Ponthieu, Neuilly-le-Dien, Noyelles-en-Chaussée et Vitz-sur-Authie.

### Hydrographie
La commune est située dans le bassin Artois-Picardie. Elle n'est drainée par aucun cours d'eau.

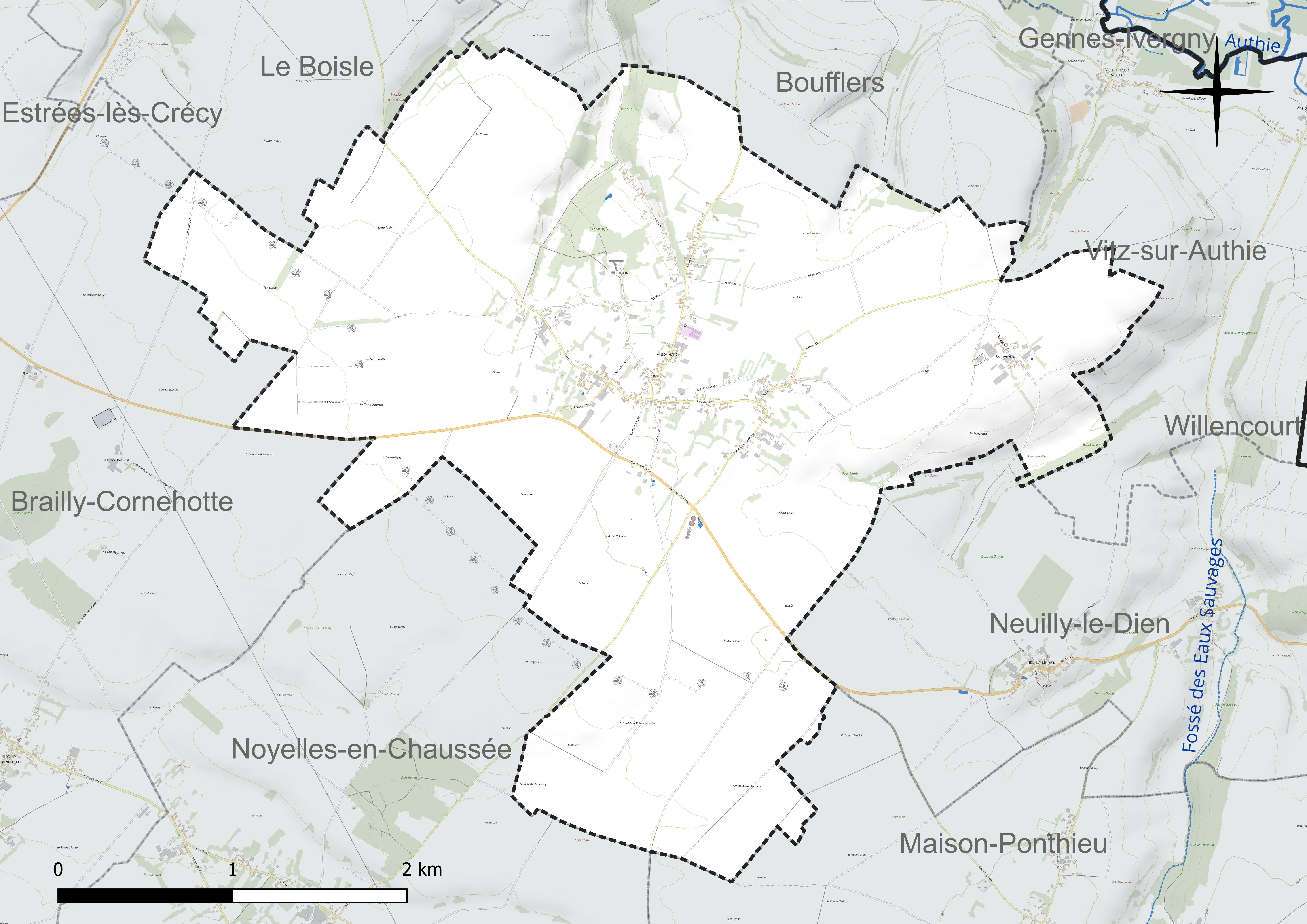
Réseau hydrographique de Gueschart.

### Climat
Pour des articles plus généraux, voir Climat des Hauts-de-France et Climat de la Somme.
En 2010, le climat de la commune est de type climat océanique altéré, selon une étude du CNRS s'appuyant sur une série de données couvrant la période 1971-2000. En 2020, Météo-France publie une typologie des climats de la France métropolitaine dans laquelle la commune est exposée à un climat océanique et est dans la région climatique Côtes de la Manche orientale, caractérisée par un faible ensoleillement (1 550 h/an) ; forte humidité de l'air (plus de 20 h/jour avec humidité relative > 80 % en hiver), vents forts fréquents.
Pour la période 1971-2000, la température annuelle moyenne est de 10,3 °C, avec une amplitude thermique annuelle de 13,5 °C. Le cumul annuel moyen de précipitations est de 852 mm, avec 12,6 jours de précipitations en janvier et 8,7 jours en juillet. Pour la période 1991-2020, la température moyenne annuelle observée sur la station météorologique la plus proche, située sur la commune de Bernaville à 16 km à vol d'oiseau, est de 10,4 °C et le cumul annuel moyen de précipitations est de 877,3 mm,. Pour l'avenir, les paramètres climatiques de la commune estimés pour 2050 selon différents scénarios d'émission de gaz à effet de serre sont consultables sur un site dédié publié par Météo-France en novembre 2022.

## Urbanisme

### Typologie
Au 1er janvier 2024, Gueschart est catégorisée commune rurale à habitat dispersé, selon la nouvelle grille communale de densité à sept niveaux définie par l'Insee en 2022.
Elle est située hors unité urbaine. Par ailleurs la commune fait partie de l'aire d'attraction d'Abbeville, dont elle est une commune de la couronne,. Cette aire, qui regroupe 73 communes, est catégorisée dans les aires de 50 000 à moins de 200 000 habitants,.

### Occupation des sols

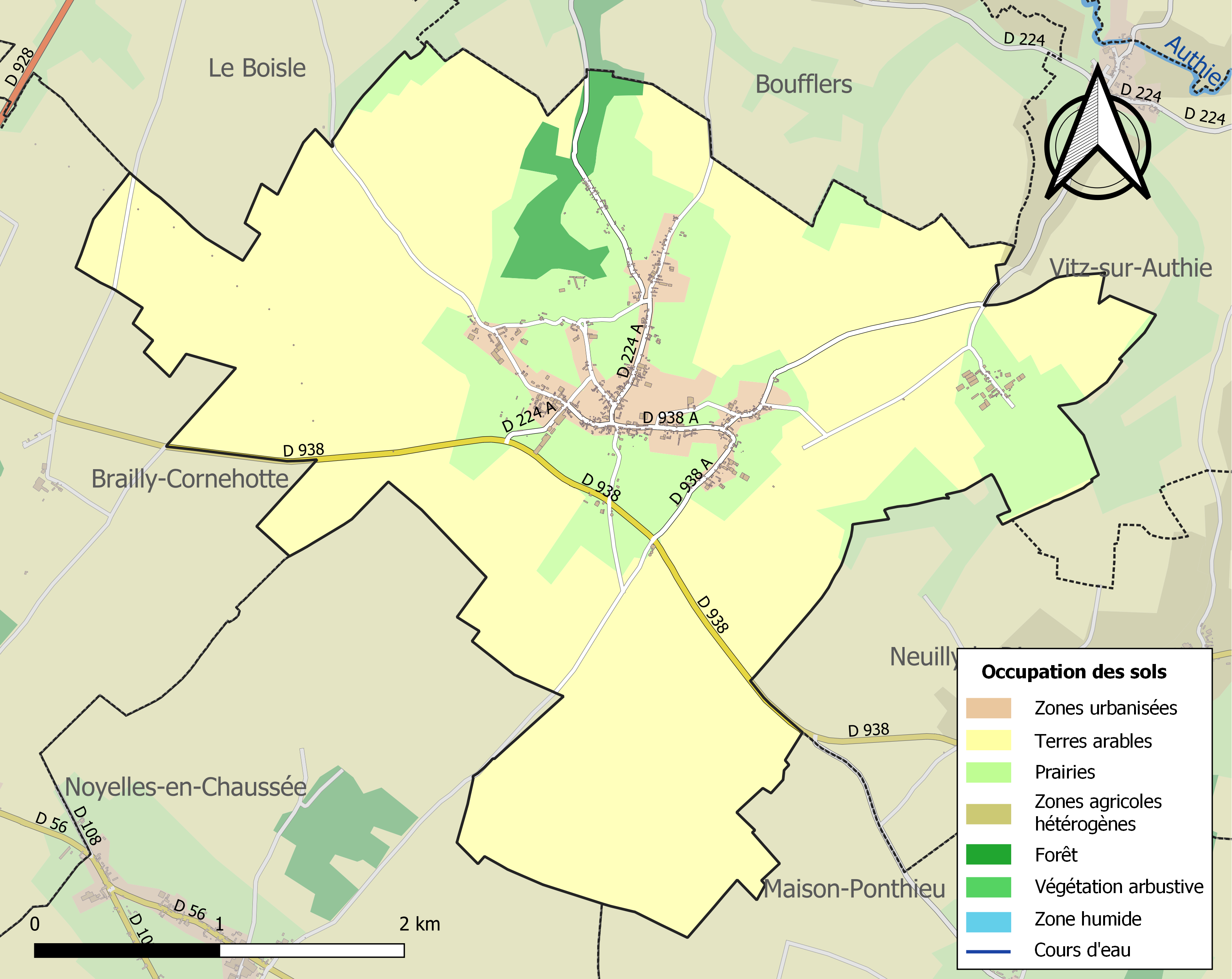
Carte des infrastructures et de l'occupation des sols de la commune en 2018 (CLC).

L'occupation des sols de la commune, telle qu'elle ressort de la base de données européenne d'occupation biophysique des sols Corine Land Cover (CLC), est marquée par l'importance des territoires agricoles (92,6 % en 2018), une proportion identique à celle de 1990 (92,6 %). La répartition détaillée en 2018 est la suivante : 
terres arables (71,5 %), prairies (21,1 %), zones urbanisées (4,9 %), forêts (2,4 %). L'évolution de l'occupation des sols de la commune et de ses infrastructures peut être observée sur les différentes représentations cartographiques du territoire : la carte de Cassini (XVIIIe siècle), la carte d'état-major (1820-1866) et les cartes ou photos aériennes de l'IGN pour la période actuelle (1950 à aujourd'hui).

### Voies de communication et transport
Le village est desservi au niveau routier par l'ancienne route nationale 338 (actuelle RD 938). L'axe Abbeville-Hesdin, l'ancienne route nationale 28 (actuelle RD 928), passe légèrement à l'ouest de Gueschart.
En 2019, la localité est desservie par les lignes de bus du réseau Trans'80 (axe Boufflers - Abbeville), chaque jour de la semaine, sauf le dimanche.

### Habitat et logement
En 2020, le nombre total de logements dans la commune était de 201, alors qu'il était de 191 en 2015 et de 188 en 2010.
Parmi ces logements, 71,5 % étaient des résidences principales, 18 % des résidences secondaires et 10,5 % des logements vacants. Ces logements étaient pour 100 % d'entre eux des maisons individuelles et pour 0 % des appartements.
Le tableau ci-dessous présente la typologie des logements à Gueschart en 2020 en comparaison avec celle de la Somme et de la France entière. Une caractéristique marquante du parc de logements est ainsi une proportion de résidences secondaires et logements occasionnels (18 %) supérieure à celle du département (8,4 %) et à celle de la France entière (9,7 %). Concernant le statut d'occupation de ces logements, 74,9 % des habitants de la commune sont propriétaires de leur logement (79,7 % en 2015), contre 60 % pour la Somme et 57,5 pour la France entière.
| Typologie                                               | Gueschart | Somme | France entière |
| ------------------------------------------------------- | --------- | ----- | -------------- |
| Résidences principales (en %)                           | 71,5      | 83,2  | 82,1           |
| Résidences secondaires et logements occasionnels (en %) | 18        | 8,4   | 9,7            |
| Logements vacants (en %)                                | 10,5      | 8,4   | 8,2            |

## Toponymie
Le nom de la localité est attesté sous les formes Gaissart en 1153, Gaiscart en 1154 , Gaiessari en 1167 , Gaichart en 1177.

## Histoire

### Moyen Âge
La famille de Gueschard tient la seigneurie du XIIIe siècle au XVe siècle et la transmet aux de Montmorency.

### Époque contemporaine

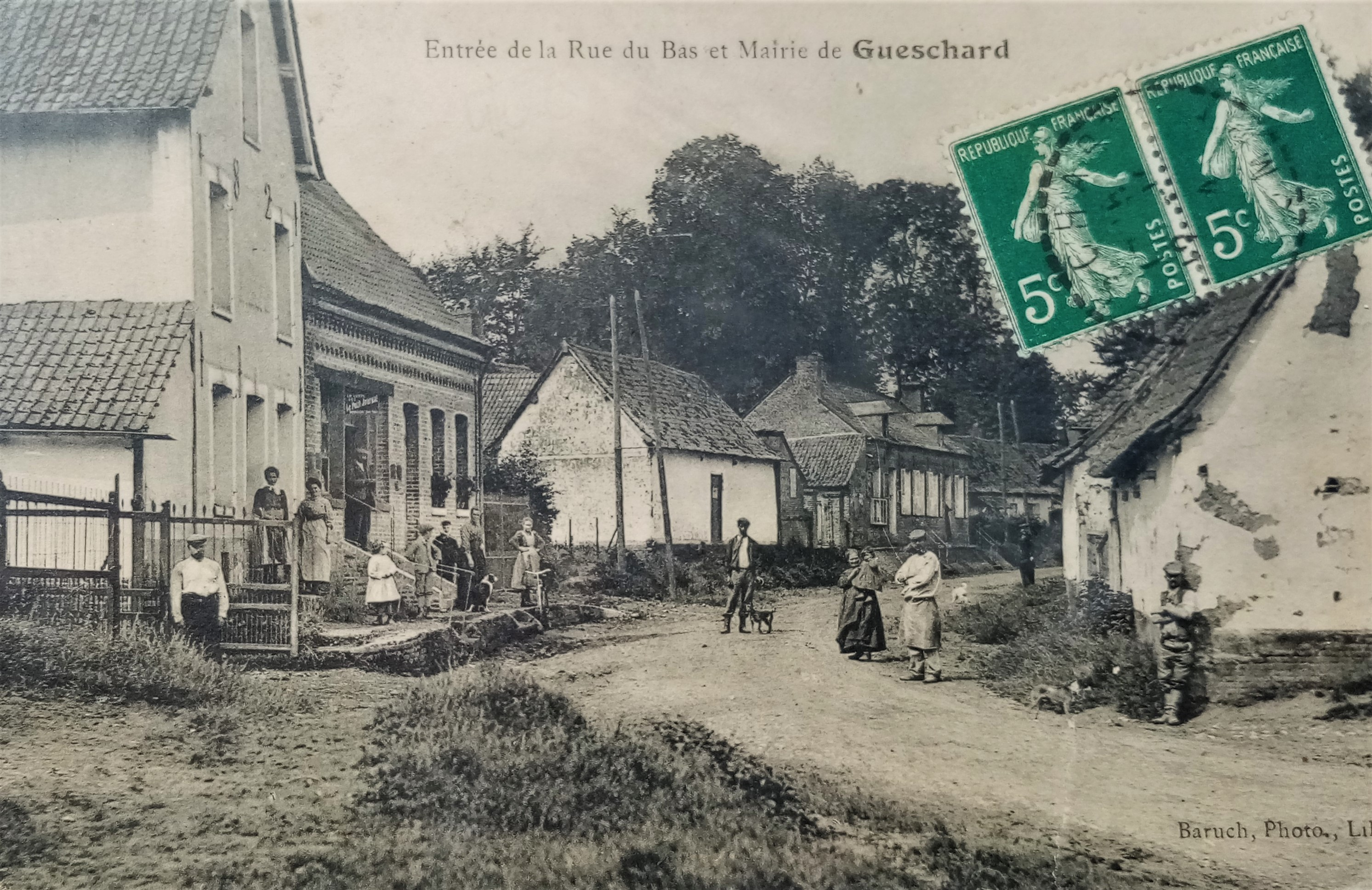
Le village dans les premières années du XXe siècle.

Au cours de la Première Guerre mondiale, le village sert de cantonnement aux troupes engagées. Le 5e Dragons  stationne  notamment du 21 au 23 juillet 1915 dans la zone Villeroy – Caumont – Gennes – Ivergny – Gueschart - Labroye.
Pendant la Seconde Guerre mondiale, une rampe de lancement de V1 a été installée par l'occupant allemand. Le site a été bombardé par les alliés.

## Politique et administration

### Rattachements administratifs et électoraux

#### Rattachements administratifs
La commune se trouve dans l'arrondissement d'Abbeville du département de la Somme.
Après avoir fugacement été un chef-lieu de canton  durant la Révolution française, la commune est intégrée au canton de Crécy-en-Ponthieu. Dans le cadre du redécoupage cantonal de 2014 en France, cette circonscription administrative territoriale a disparu, et le canton n'est plus qu'une circonscription électorale.

#### Rattachements électoraux
Pour les élections départementales, la commune fait partie depuis 2014 du canton de Rue
Pour l'élection des députés, elle fait partie de la troisième circonscription de la Somme.

### Intercommunalité
Gueschart était membre de la communauté de communes Authie-Maye, un établissement public de coopération intercommunale (EPCI) à fiscalité propre créé en 2007 et auquel la commune avait transféré un certain nombre de ses compétences, dans les conditions déterminées par le code général des collectivités territoriales.
Dans le cadre des dispositions de la loi portant nouvelle organisation territoriale de la République du 7 août 2015, qui prévoit que les établissements publics de coopération intercommunale (EPCI) à fiscalité propre doivent avoir un minimum de 15 000 habitants, cette intercommunalité a fusionné avec sa voisine pour former, le 1er janvier 2017, la communauté de communes Ponthieu-Marquenterre, dont est désormais membre la commune.

### Liste des maires
| Période                                  | Période      | Identité                                                                 | Étiquette | Qualité |
| ---------------------------------------- | ------------ | ------------------------------------------------------------------------ | --------- | --- |
| Les données manquantes sont à compléter. |              |                                                                          |           | |
|                                          |              |                                                                          |           | |
| 1790                                     |              | M. Deboval                                                               |           | |
| novembre 1795                            | 1798         | Jean Louis François Leconte                                              |           | Agent municipal (1798 → 1800) puis maire provisoire |
| 1798                                     | mai 1800     | Jean Baptiste Delgove                                                    |           | Agent municipal |
| juin 1800                                |              | Antoine Verdin                                                           |           | |
| juin 1800                                | avril 1813   | Jean-Baptiste Dupuis (Le Boisle, 12 mai 1747-Gueschart, 14 octobre 1831) |           | Propriétaire à Gueschart. Électeur dans la liste des 600 contribuables les plus imposés du département de l'an XI et des 550 de 1810                                                                                         |
| mai 1813                                 | janvier 1852 | Jean-Baptiste Dupuis (Gueschart, 12 janvier 1788-id., 4 janvier 1852)    |           | Propriétaire, cultivateur à Gueschart, fils du précédent Fortune évaluée en revenus à 8,000 francs en 1821. Conseiller d'arrondissement (1830 → 1833) Conseiller général de Crécy-en-Ponthieu et de Rue réunis (1833 → 1846) |
| 1945                                     | 1977         | André Delannoy                                                           |           | Agriculteur, directeur de coopérative agricole. Conseiller général de Crécy-en-Ponthieu (1964 → 1978) |
|                                          |              |                                                                          |           | |
| mars 2001                                | 2020         | Jean-Pierre Fournier,                                                    |           | Agriculteur. |
| 2020                                     | juillet 2025 | Fabien Carpentier                                                        |           | Démissionnaire |
| juillet 2025                             | En cours     | Étienne Leprince                                                         |           | |

## Équipements et services publics

Le foyer rural.

### Enseignement
La commune dispose encore de  son école primaire locale pour l'année scolaire 2015-2016. En juin 2016, la communauté de communes Authie-Maye qui gère la compétence scolaire décide la construction d'un regroupement pédagogique concentré à Gueschart,.
En juin 2019, la construction du nouvel établissement, prévu pour 230 élèves de primaire (six classes) et de maternelle (4 classes), est terminée. Sanitaires, salles de classe, salles de motricité et de restauration, espace informatique, bibliothèque ont coûté 5,7 millions d'euros.
À la rentrée 2019, les élèves de Gueschart, Le Boisle, Boufflers, Fontaine-sur-Maye, Estrées-lès-Crécy, Brailly-Cornehotte, Yvrench, Yvrencheux, Neuilly-le-Dien, Noyelles-en-Chaussée, Froyelles, Maison-Ponthieu, ainsi que de deux communes du  Pas-de-Calais : Labroye et Raye-sur-Authie sont accueillis dans une structure de regroupement pédagogique concentré (RPC) comptant 10 classes pour environ 240 élèves, l'école des Quatre-Vents. L'établissement est administré par la communauté de communes Ponthieu-Marquenterre qui a succédé à Authie-Maye. Quatre rotations de cars scolaires sont assurées matin et soir,.

### Postes et télécommunications
Une agence postale communale est installée en mairie. Depuis 2023, elle est ouverte les mardis et vendredis après-midi.

## Population et société

### Démographie
L'évolution du nombre d'habitants est connue à travers les recensements de la population effectués dans la commune depuis 1793. Pour les communes de moins de 10 000 habitants, une enquête de recensement portant sur toute la population est réalisée tous les cinq ans, les populations de référence des années intermédiaires étant quant à elles estimées par interpolation ou extrapolation. Pour la commune, le premier recensement exhaustif entrant dans le cadre du nouveau dispositif a été réalisé en 2008.

En 2022, la commune comptait 368 habitants, en évolution de +16,09 % par rapport à 2016 (Somme : −1,26 %, France hors Mayotte : +2,11 %).
| 1793  | 1800 | 1806 | 1821  | 1831  | 1836  | 1841  | 1846  | 1851  |
| ----- | ---- | ---- | ----- | ----- | ----- | ----- | ----- | ----- |
| 1 002 | 915  | 963  | 1 059 | 1 144 | 1 172 | 1 133 | 1 124 | 1 133 |

| 1856  | 1861  | 1866  | 1872  | 1876  | 1881 | 1886 | 1891 | 1896 |
| ----- | ----- | ----- | ----- | ----- | ---- | ---- | ---- | ---- |
| 1 084 | 1 097 | 1 092 | 1 035 | 1 007 | 937  | 900  | 826  | 771  |

| 1901 | 1906 | 1911 | 1921 | 1926 | 1931 | 1936 | 1946 | 1954 |
| ---- | ---- | ---- | ---- | ---- | ---- | ---- | ---- | ---- |
| 711  | 715  | 643  | 565  | 581  | 591  | 559  | 532  | 516  |

| 1962 | 1968 | 1975 | 1982 | 1990 | 1999 | 2006 | 2008 | 2013 |
| ---- | ---- | ---- | ---- | ---- | ---- | ---- | ---- | ---- |
| 477  | 453  | 406  | 380  | 345  | 324  | 320  | 319  | 307  |

| 2018 | 2022 | - | - | - | - | - | - | - |
| ---- | ---- | - | - | - | - | - | - | - |
| 353  | 368  | - | - | - | - | - | - | - |

## Économie
Mis en service en 2016, un silo agricole est construit sur le territoire communal. Il peut stocker plus de 22 000 tonnes de céréales.

## Culture locale et patrimoine

### Lieux et monuments
- Église Saint-Fursy.

- Baïonnette au canon, un soldat monte la garde devant le monument aux morts.
- Vestiges d'une rampe de lancement de V1 datant de la Seconde Guerre mondiale, au sud-ouest du village.
- Chapelle près du château, de style gothique, édifiée par la famille Froissard[37].
- Chapelle du cimetière de Cumonville, entourée d'un cimetière d'une dizaine de tombes[37].

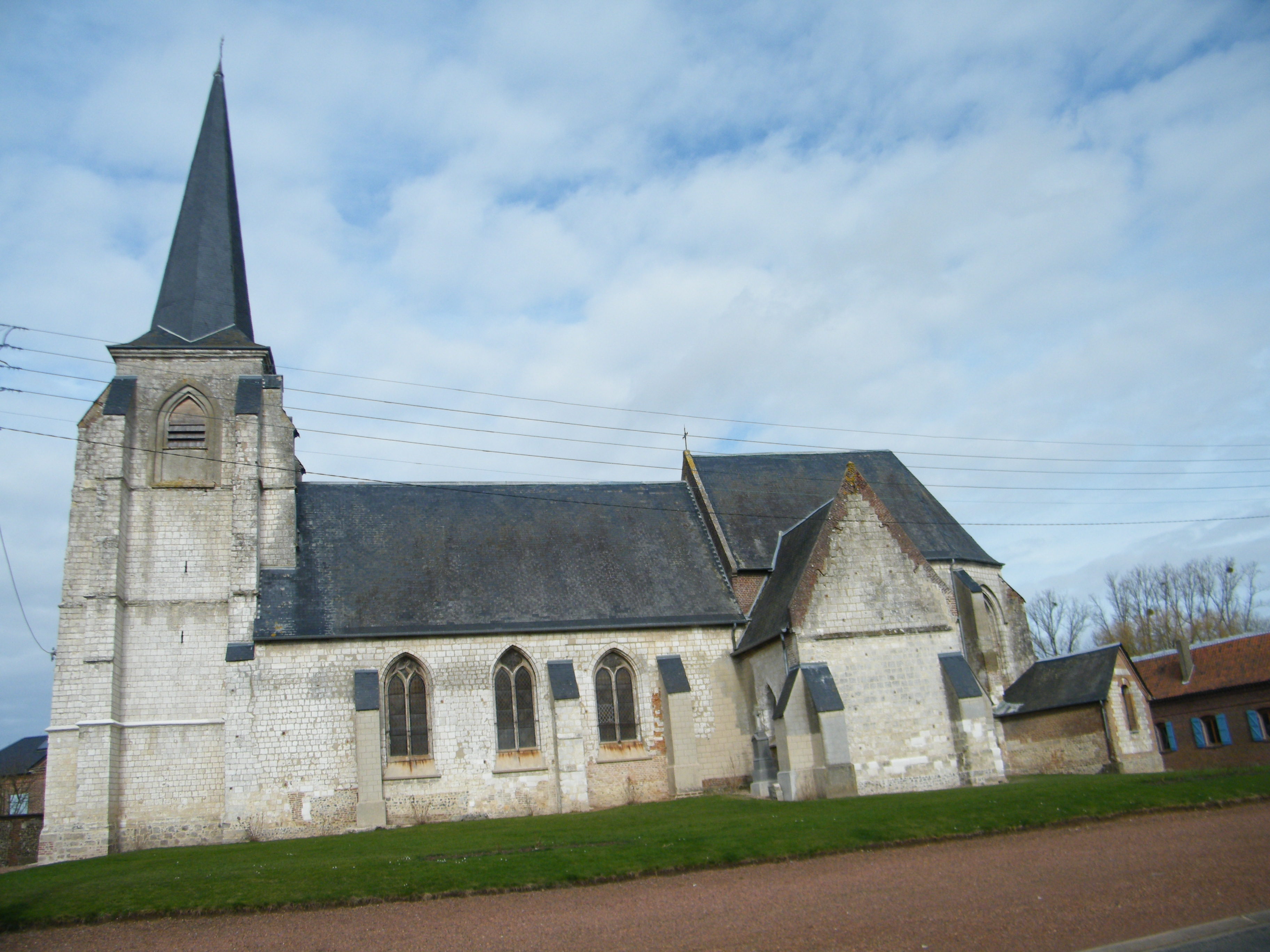
Église Saint-Fursy.
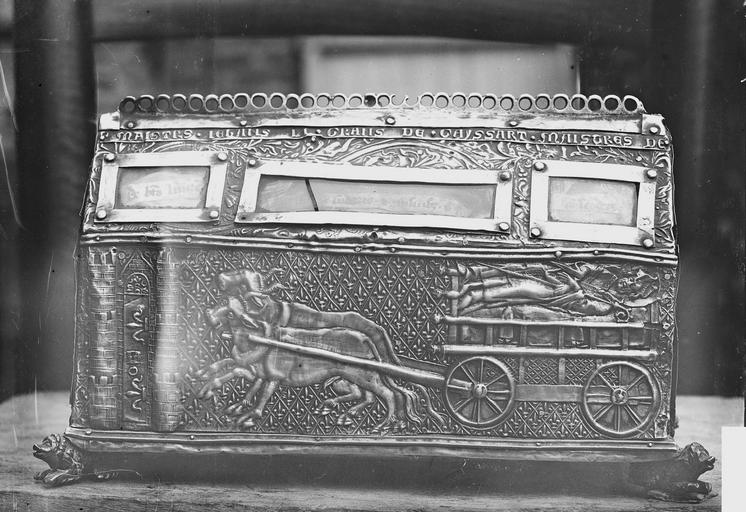
Reliquaire de Saint-Fursy en 1914.
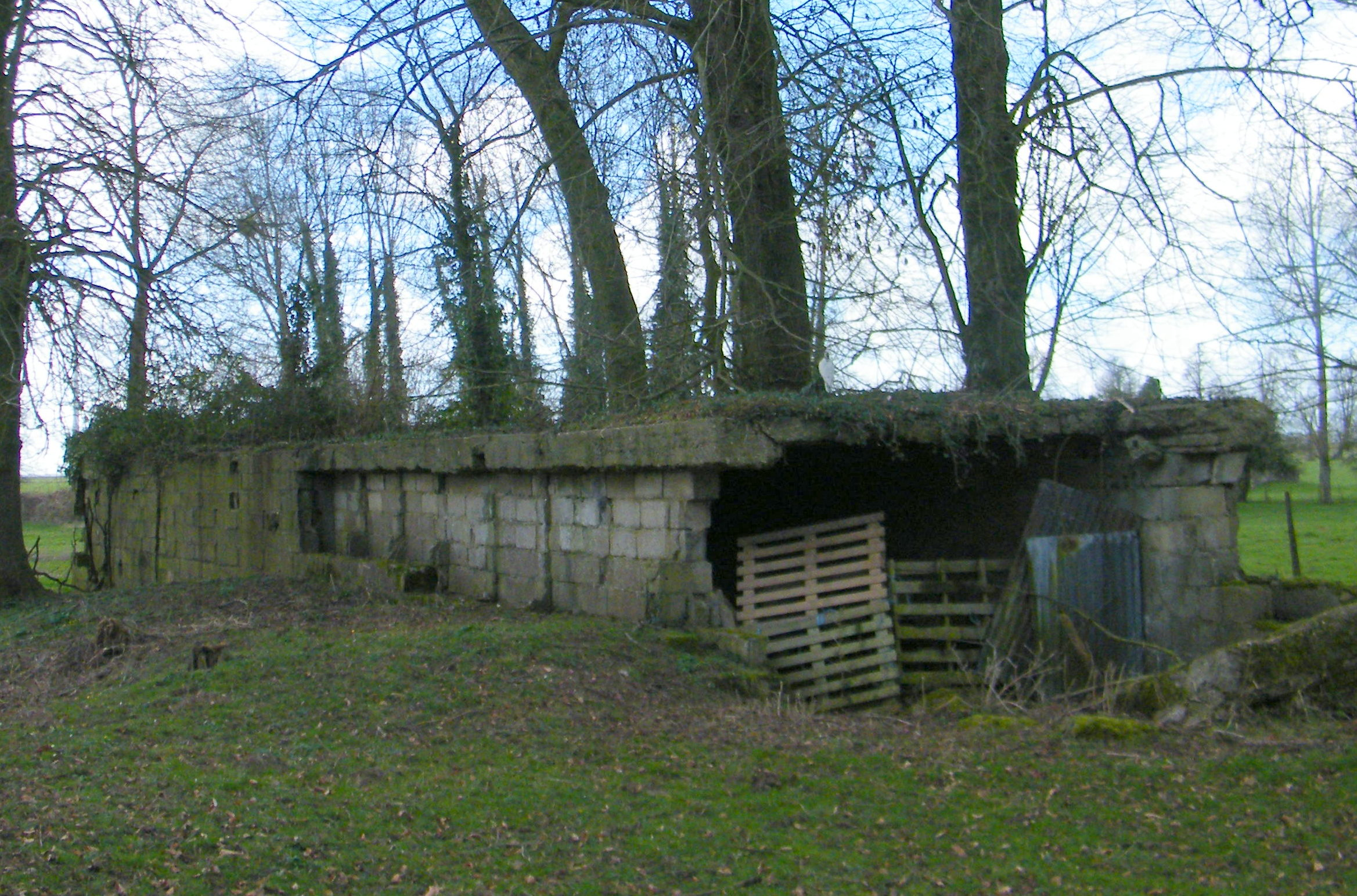
Rampe de lancement de V1 (vestiges).
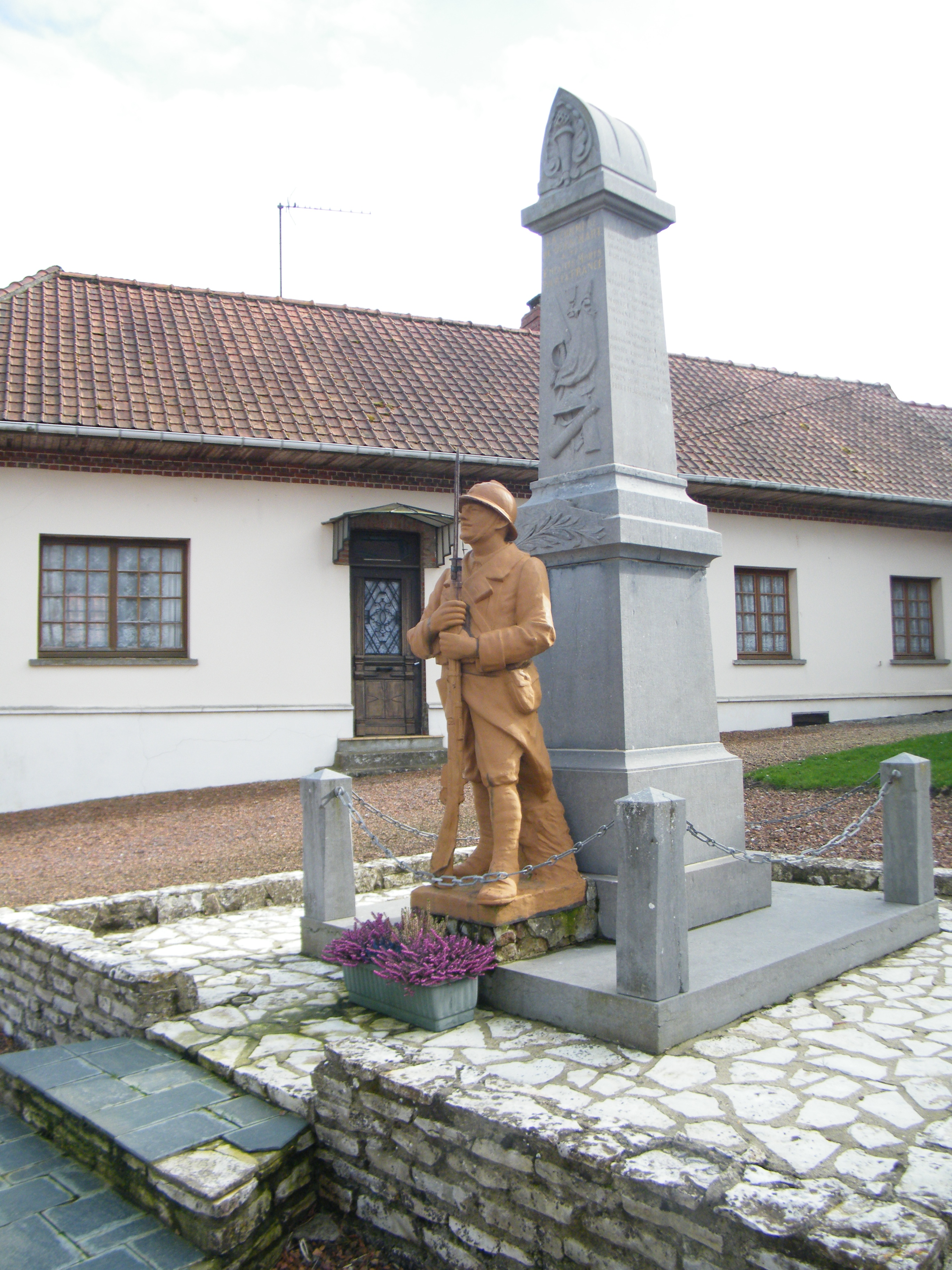
Monument aux morts pour la patrie.

### Personnalités liées à la commune
- Jehan Miélot (~1420 - 1472), prêtre, écrivain, traducteur, et enlumineur, secrétaire particulier des ducs de Bourgogne Philippe le Bon et Charles le Téméraire, né à Gueschart[38].
- Nicolas Poirriez (1754-1852), cultivateur, élu député de la Somme au Conseil des Cinq-Cents le 24 germinal an VI (13 avril 1798), magistrat, y est né et mort[39],[40].
- Fernand Beaucour (1921-2005), historien, spécialiste de l'histoire de l'Empire et de la Révolution française, né à Gueschart.

### Héraldique
| Blason de Gueschart | Blason  | D'argent aux trois chevrons de gueules. |
| Blason de Gueschart | Détails | Le blason est celui de la famille de Gueschard (avec un D), titulaire de la seigneurie du XIIIe siècle au XVe siècle. Le statut officiel du blason reste à déterminer. |

## Pour approfondir